# SAS-2

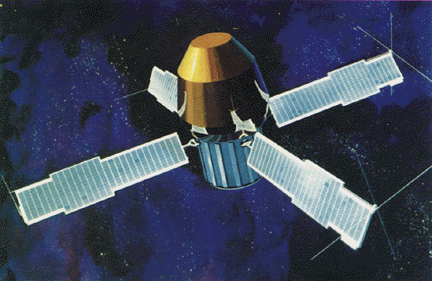
SAS 2

SAS-2（Second Small Astronomy Satellite、Explorer 48）は、アメリカ航空宇宙局のガンマ線望遠鏡である。1972年11月15日に近点443km、遠点632kmの地球軌道に打ち上げられ、1973年6月8日に観測を終えた。
SAS-2は、ケニア湾岸のサン マルコ プラットフォームより、ほぼ赤道軌道に打ち上げられた。宇宙船の形状は直径約59cm、高さ135cmの円筒である。4つの太陽電池パネルが6アンペア/時のニッケル・カドミウム蓄電池を充電し、宇宙船と望遠鏡に電力を供給する。宇宙船はスピンにより安定を保ち、磁力のトルクによって、どの方向にも1°以内に軸を制御することができた。観測機器の軸もこれと同期しており、望遠鏡によって±30°の開口部を全天のどの方角にも向けることができた。通常のスピン速度は1/12rpmである。データは1000bpsで取得され、機体上のテープレコーダーに記録されるとともにリアルタイムに伝送された。記録されたデータは1周ごとに送信された。これにはおよそ5分を要した。
望遠鏡による観測は1972年11月20日に始まり、11月27日に宇宙船は完全な運用状態となった。低電圧の電力供給は1973年6月8日に終わり、これ以降は科学的に意味のあるデータは得られなかった。
SAS-2は、30万年前に爆発した超新星の名残だと考えられているパルサーのゲミンガを初めて発見した。